# Fiodor Bykow
Fiodor Pietrowicz Bykow (ros. Фёдор Петрович Быков, ur. 1901 we wsi Szatiłowo w guberni orłowskiej, zm. w czerwcu 1980 w Moskwie) – radziecki polityk, wojskowy i działacz partyjny.

## Życiorys
Od marca do listopada 1920 żołnierz Armii Czerwonej, od marca 1921 do października 1923 żołnierz oddziałów specjalnego przeznaczenia, od 1923 członek RKP(b), od października 1923 do października 1925 sekretarz jaczejki RKP(b) w fabryce fajansu w guberni briańskiej. Od października 1925 do sierpnia 1926 sekretarz odpowiedzialny Żukowskiego Komitetu Gminnego RKP(b)/WKP(b) w guberni briańskiej, od sierpnia 1926 do maja 1927 sekretarz jaczejki WKP(b) fabryki kryształu w guberni briańskiej, od maja 1927 do września 1928 sekretarz odpowiedzialny Piesocznego Komitetu Gminnego WKP(b) w guberni briańskiej. Od września 1928 do grudnia 1931 studiował na Komunistycznym Uniwersytecie im. Swierdłowa, od grudnia 1931 do lipca 1932 kierownik sektora rejonowego komitetu WKP(b) w Moskwie, od grudnia 1932 do października 1933 sekretarz jaczejki WKP(b) fabryki inżynieryjnej "Krasnaja Priesnia" w Moskwie, od października 1933 do kwietnia 1934 przewodniczący rejonowej rady związków zawodowych w Moskwie. Od kwietnia 1934 do kwietnia 1936 sekretarz komitetu WKP(b) fabryki nr 32, od kwietnia 1936 do lipca 1937 I sekretarz Leningradzkiego Komitetu Rejonowego WKP(b) w Moskwie, od 21 lipca do listopada 1937 p.o. II sekretarza Północnoosetyjskiego Komitetu Obwodowego WKP(b), od 10 października 1937 do 1938 p.o. I sekretarza, a od 1938 do maja 1940 I sekretarz Czeczeńsko-Inguskiego Komitetu Obwodowego WKP(b) i równocześnie 1938-1940 I sekretarz Komitetu Miejskiego WKP(b) w Groznym.
Od maja 1940 do lipca 1942 zastępca szefa Zarządu Politycznego Ludowego Komisariatu Marynarki Wojennej ZSRR, od lipca do września 1942 słuchacz kursów doskonalenia kadry politycznej Ludowego Komisariatu Marynarki Wojennej ZSRR, od września 1942 do marca 1943 pracownik Głównego Zarządu Politycznego Ludowego Komisariatu Marynarki Wojennej ZSRR, od marca 1943 do kwietnia 1946 zastępca sekretarza Komisji Partyjnej WKP(b) Głównego Zarządu Ludowego Komisariatu Marynarki Wojennej ZSRR. 
Od kwietnia 1946 do września 1948 zastępca sekretarza Komisji Partyjnej WKP(b) przy Głównym Zarządzie Marynarki Wojennej Ministerstwa Sił Zbrojnych ZSRR, od września 1948 do kwietnia 1950 zastępca szefa Wydziału Politycznego Głównego Sztabu i Zarządu Marynarki Wojennej Ministerstwa Sił Zbrojnych ZSRR, od kwietnia do lipca 1950 zastępca szefa Wydziału Politycznego Morskiego Sztabu Generalnego Ministerstwa Marynarki Wojennej ZSRR, od lipca 1950 do października 1951 szef Wydziału III Głównego Zarządu Politycznego Wojskowych Sił Morskich Ministerstwa Marynarki Wojennej ZSRR. Później zajmował różne stanowiska w Ministerstwie Obrony ZSRR i w Marynarce Wojennej ZSRR, od listopada 1952 do listopada 1953 był słuchaczem kursów przy Wojskowej Akademii Politycznej im. Lenina, od maja 1969 na emeryturze.